# Antenna

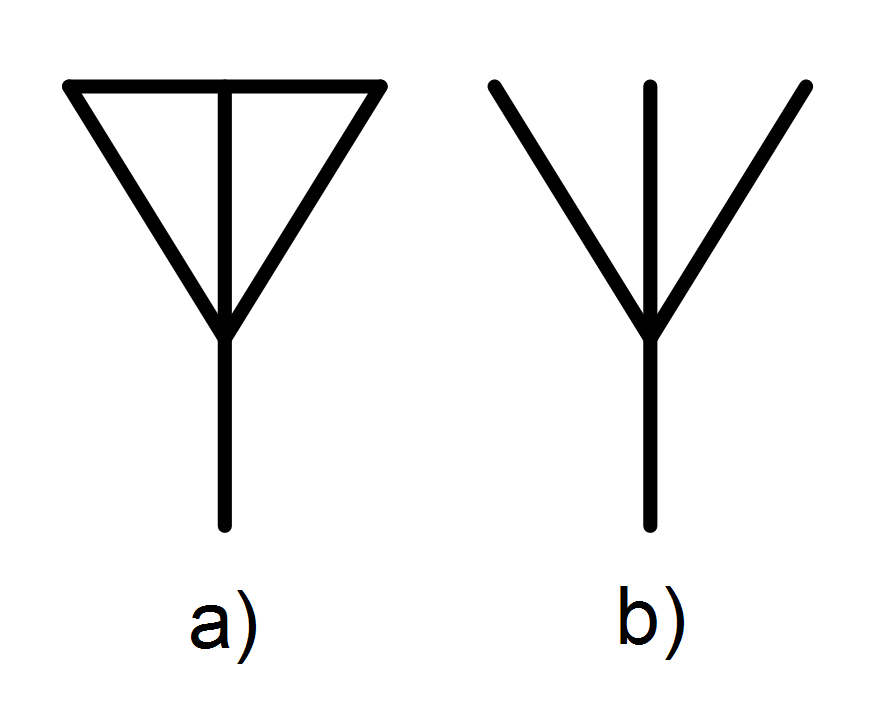
Simbolo grafico di un'antenna generica secondo lo standard IEEE 315-1975 (a e b) e secondo lo IEC-EN60617 (b)

Un'antenna è un trasduttore posto tra una linea di trasmissione in cui scorre della corrente elettrica variabile nel tempo e un campo elettromagnetico in cui l'energia si propaga nello spazio libero. In altri termini, si tratta di un’interfaccia tra  onde guidate all’interno di una linea di trasmissione dotata di un’impedenza caratteristica Zo (ad esempio 50 Ohm) e onde che sono invece libere di veicolare la loro energia nello spazio, dove l’impedenza caratteristica del vuoto vale circa 377 Ohm. 

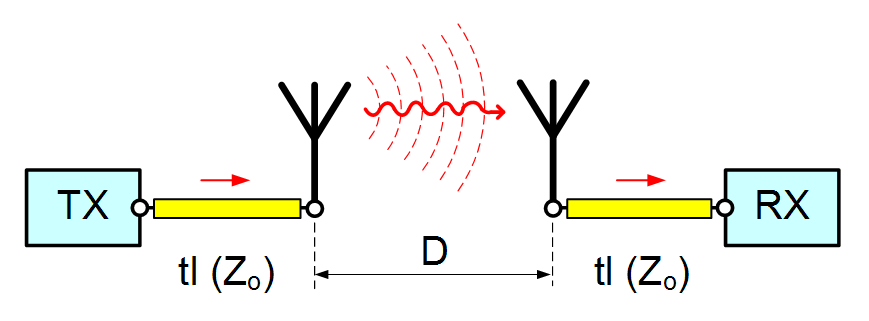
Collegamento radio a distanza D tra un trasmettitore (TX) e un ricevitore (RX), con linee di trasmissione (tl) di impedenza caratteristica Z_{o} che connettono gli apparati alle loro antenne

Connessa ad un trasmettitore ne irradia l'energia trasportata da onde elettromagnetiche, mentre collegata ad un ricevitore gli invia sotto forma di segnale elettrico la porzione di energia elettromagnetica radiante intercettata. È quindi un dispositivo bidirezionale che rende possibili le telecomunicazioni senza fili. 
La antenne possono essere classificate sommariamente come omnidirezionali o direttive. Le prime, come ad esempio un semplice dipolo o monopolo verticale, irradiano energia in misura approssimativamente uguale in tutte le direzioni orizzontali. Le seconde concentrano invece l'energia disponibile in direzioni specifiche, offrendo prestazioni migliori in termini di qualità del collegamento radio (e con minori interferenze da sorgenti indesiderate), soprattutto se si devono coprire lunghe distanze. Inoltre, le antenne direttive sono fondamentali per la localizzazione accurata di bersagli nelle applicazioni radar. Un'antenna direttiva comprende di solito più elementi separati da quello connesso alla sorgente di segnale (a parte il caso delle antenne a elica  o quelle a microstriscia), come ad esempio  riflettori parabolici, lenti dielettriche o elementi parassiti lineari (come avviene tipicamente in un'antenna Yagi-Uda).
Grazie a queste proprietà l'utilizzo di antenne è diffuso nei ponti radio, nelle radiocomunicazioni dedicate (es. navigazione aerea e navale, walkie-talkie ecc.), nelle reti wireless su terminali utenti e stazioni radio base (WLAN, reti cellulari ecc.), nelle infrastrutture di radiodiffusione e telediffusione sia terrestri che satellitari, in tutte le applicazioni di telerilevamento a sensori attivi e nelle applicazioni radar, sia militari che civili.

## Storia
Nel 1820 il fisico danese Hans Christian Ørsted scoprì che l’ago di una bussola veniva deflesso se nelle vicinanze c’era un conduttore attraversato da corrente elettrica, rivelando così la presenza di un campo magnetico creato dalle cariche elettriche in movimento. Poco dopo i fisici francesi Jean-Baptiste Biot e Félix Savart svolsero esperimenti quantitativi su questo fenomeno, giungendo a formulare la relazione matematica tra correnti elettriche continue e campi magnetici statici nello spazio intorno a un conduttore (la legge di Biot-Savart). I risultati di ulteriori studi intorno a questi argomenti (André-Marie Ampère, Michael Faraday, Carl Friedrich Gauss, ecc.) portarono nel 1867 il fisico inglese James Clerk Maxwell a formulare un insieme di quattro equazioni che descrivono compiutamente le interazioni fra correnti elettriche e campi elettromagnetici.

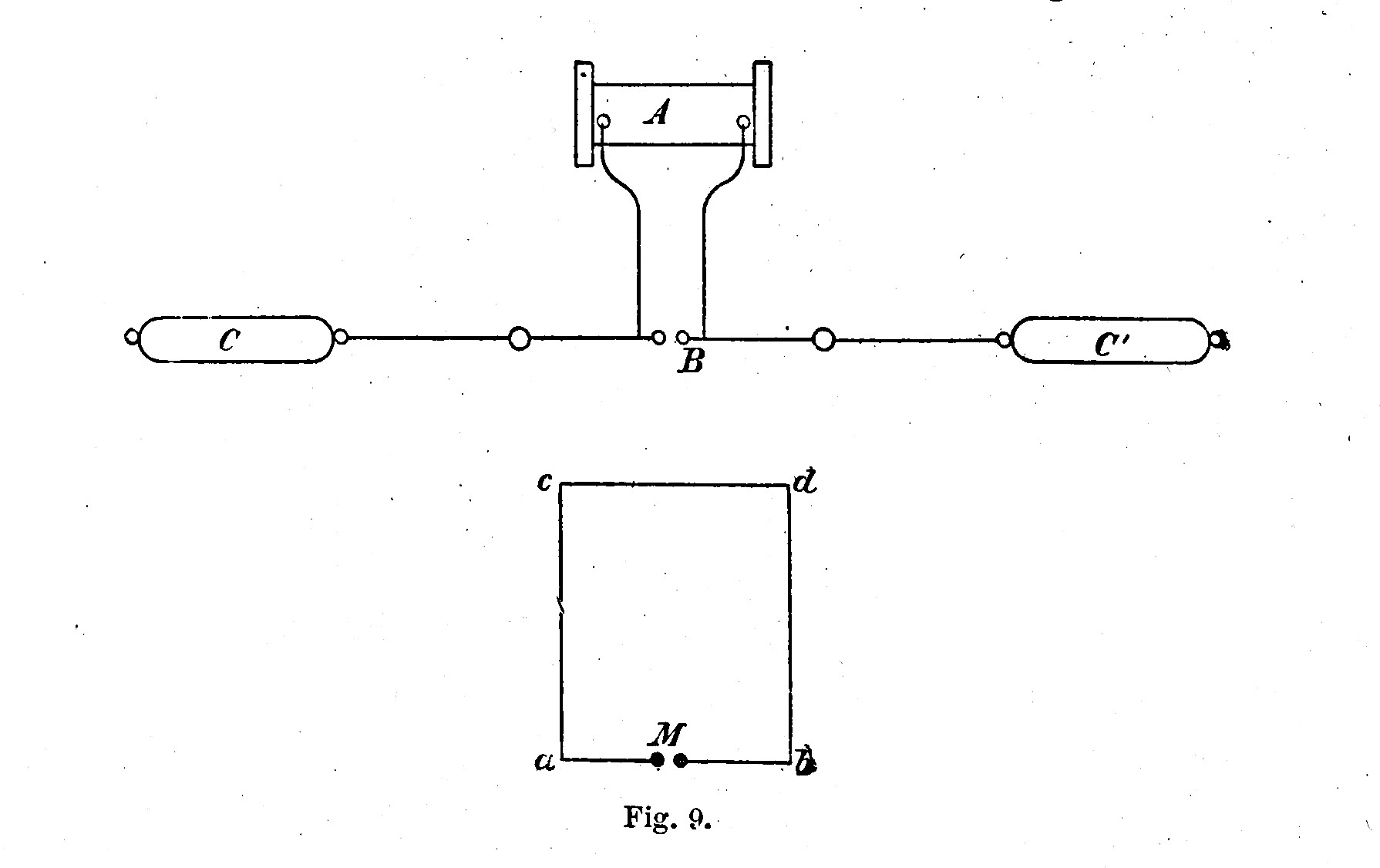
Schema dell’apparato di Hertz per la generazione e rivelazione di onde elettromagnetiche. A: sorgente di impulsi ad alta tensione (rocchetto di Ruhmkorff); B: elettrodi fra i quali scoccano le scintille; C e C’: estremità (piastre capacitive, o sfere metalliche) del dipolo trasmittente; M: spinterometro dell’antenna ricevente a spira per la rivelazione (tramite scintilla) del segnale.

Tra il 1885 e il 1889 il fisico tedesco Heinrich Hertz eseguì numerosi esperimenti presso il Politecnico di Karlsruhe per verificare quanto teorizzato da Maxwell circa il trasporto di energia nello spazio tramite onde elettromagnetiche. A questo scopo costruì, come primo esemplare, un apparato dotato di due semplici antenne, di cui una a dipolo per la trasmissione, e l'altra a singola spira (un loop) in ricezione. Con questo apparato Hertz riuscì a confermare che le onde elettromagnetiche (così come la luce visibile) si propagano obbedendo alle leggi di Maxwell.
Tuttavia, lo scienziato non intuì le applicazioni che avrebbero potuto scaturire dai risultati dei suoi lavori, considerandoli solo come esercizi di interesse accademico. Sarebbero poi stati altri (fra i quali Guglielmo Marconi a partire dal 1890) a trarne ispirazione per lo sviluppo di soluzioni di carattere pratico.
La parola "antenna" che oggi usiamo così comunemente proviene dai primi esperimenti di Marconi. Deriva infatti dalla stessa parola marinaresca che indica il lungo palo, trasverso rispetto all'albero, che sostiene in alto la vela quadra o latina. L'estensione dal significato originale è dovuta allo stesso Marconi (il cui padre desiderava per lui una carriera in Marina) quando osservò che, appendendo uno dei due terminali connessi al generatore di alta tensione (un Rocchetto di Ruhmkorff) ad un palo sufficientemente alto (appunto una "antenna") e collegando l'altra estremità a terra, i segnali trasmessi (e ricevuti) potevano coprire distanze molto maggiori rispetto all'utilizzo del dipolo di Hertz. Iniziò così, in contrapposizione al "terminale a terra", a indicare quello superiore come il "(terminale) antenna". Nel luglio del 1896 Marconi depositò il brevetto di questo suo dispositivo., realizzando per primo un cosiddetto monopolo, noto anche come antenna marconiana. 

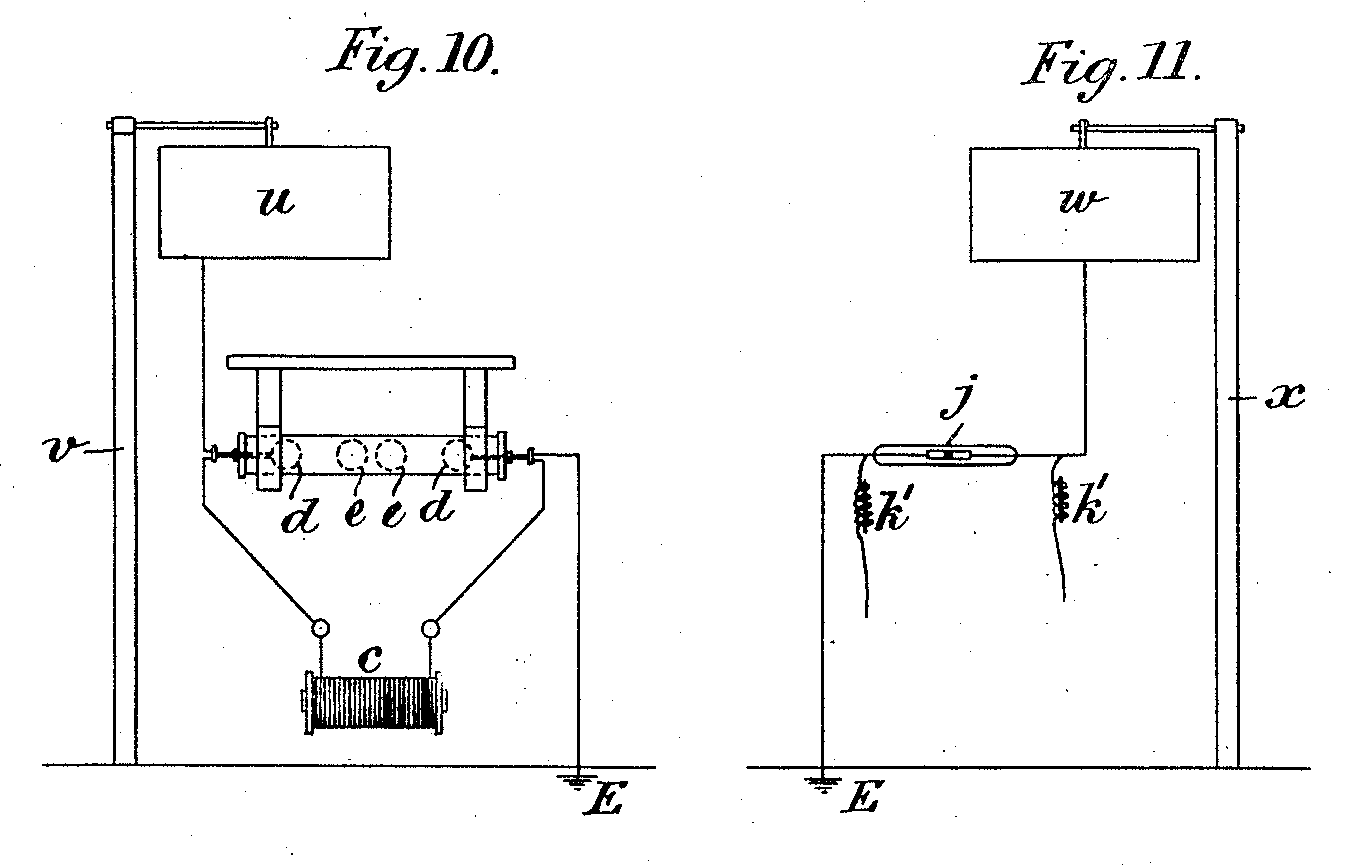
Brevetto Marconi US586193 (luglio 1897). Fig. 10: trasmettitore; Fig. 11: ricevitore; E: terminale di terra; u e w: piastre metalliche appese ai pali v e x; c: rocchetto di Ruhmkorff (generatore di alta tensione); j: rivelatore (coherer).

Marconi proseguì lo sviluppo di antenne e sistemi per la telegrafia senza fili a grandi distanze, fra cui spicca, nel 1901, il primo collegamento radio attraverso l'Atlantico, da Poldhu in Cornovaglia all'isola canadese di Terranova, con un'antenna di ricezione estesa fino ad un'altezza di circa 120 m mediante un aquilone.
Nel 1909 questi lavori gli valsero il Premio Nobel per la fisica.
Lo scoppio della prima guerra mondiale nel 1914 diede un impulso allo sviluppo della tecnologia delle antenne, e con gli anni le semplici strutture usate inizialmente (dipoli, monopoli o spire) furono seguite da schiere di antenne, da radiatori a tromba, da  antenne paraboliche, antenne a lente (per le frequenze più elevate) e antenne stampate (a microstriscia). Dagli anni ’60 in poi, i progressi nella tecnologia dei computer e delle tecniche di calcolo numerico e del relativo software hanno avuto un notevole impatto sullo sviluppo tecnologico delle antenne, consentendo di analizzare e progettare strutture altrimenti intrattabili per via della loro complessità.

## Descrizione

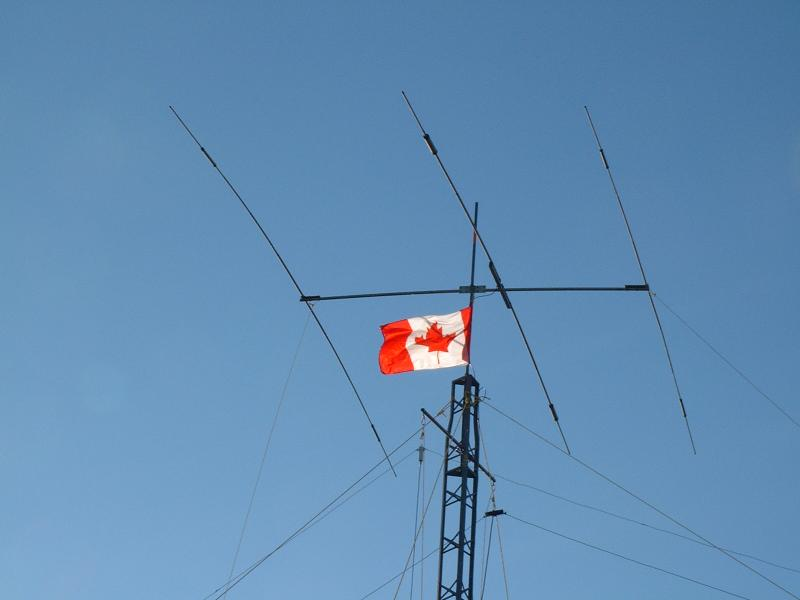
Esempio d'antenna Yagi

Un'antenna fornisce ad un ricevitore un segnale elettrico la cui ampiezza è proporzionale all'intensità del campo elettromagnetico in cui è immersa; viceversa, irradia sotto forma di campo elettromagnetico l'energia di un segnale elettrico generato da un trasmettitore.
Le antenne sono quindi quei dispositivi o sottosistemi bidirezionali che rendono possibili le telecomunicazioni senza fili, ovvero le comunicazioni a distanza non cablate (wireless) che nello spazio vuoto avvengono alla velocità della luce. Possono essere classificate come omnidirezionali o direzionali. Le prime irradiano energia in misura approssimativamente uguale in tutte le direzioni orizzontali, mentre le seconde concentrano l'energia disponibile in alcune direzioni privilegiate, consentendo prestazioni migliori in termini di efficienza (e con minori interferenze da sorgenti indesiderate). Le antenne direzionali sono elementi fondamentali per la localizzazione di bersagli nelle applicazioni radar.

### Principi fisici

Onda elettromagnetica sinusoidale con lunghezza d'onda λ che si propaga con polarizzazione (campo elettrico E) verticale.

Il campo elettromagnetico è una proprietà dello spazio prodotta dal moto di una carica elettrica. Una carica stazionaria produce solo un campo elettrico, mentre una carica in moto rettilineo uniforme produce ciò che si definisce un campo magnetico. In ambedue i casi non viene irradiata energia verso l'esterno. Al contrario, una carica elettrica che subisce un'accelerazione (ad esempio, in moto rettilineo oscillante con ritmo sinusoidale) emette energia sotto forma di un campo elettromagnetico radiante in cui le componenti elettrica (campo E) e magnetica (campo B) si manifestano su piani fra loro perpendicolari. Il piano in cui oscilla il campo elettrico (E) viene definito come piano di Polarizzazione della radiazione elettromagnetica.
L'antenna è un componente elettrico che consente, per la legge di Biot-Savart, (dal nome dei fisici francesi Jean-Baptiste Biot e Félix Savart) l'irradiazione o la ricezione di energia elettromagnetica. Il concetto si può enunciare in termini semplici:  una corrente elettrica variabile nel tempo t che attraversa un conduttore irradia dallo stesso un campo elettrico, che a sua volta genera un campo magnetico secondo la legge citata; se invece un conduttore è immerso in un campo elettromagnetico, per il principio di reciprocità, in esso si induce una corrente elettrica variabile nel tempo secondo la medesima legge. La descrizione fisica e matematica dell'irradiazione elettromagnetica da parte delle antenne fa uso di concetti e strumenti propri dell'elettromagnetismo avanzato.
Un principio fondamentale dell'elettromagnetismo, detto "principio di reciprocità", garantisce inoltre che qualsiasi antenna possa indifferentemente funzionare, in linea teorica, sia come antenna trasmittente che come antenna ricevente (se connesso rispettivamente ad un trasmettitore e ad un ricevitore).
In genere, dimensioni e forma variano in base alla frequenza per la quale sono state progettate. Sebbene in linea teorica qualunque conduttore possa comportarsi da antenna, un rendimento ottimizzato e particolari caratteristiche di direzionalità (se richieste) possono essere ottenute solo con precise forme geometriche e dimensionali di uno o più conduttori. La loro struttura dipende inoltre anche dalla larghezza di banda richiesta dal servizio a cui sono dedicate. Questo dà conto della grande varietà di antenne che la tecnologia consente di realizzare: così, un'antenna omnidirezionale per onde medie sarà ovviamente del tutto differente da un'antenna direttiva per microonde.

### Analisi di campo emesso

Un diagramma animato di una antenna a dipolo che riceve le onde radio

Per ciascun tipo di antenna, è possibile analizzare il campo elettromagnetico emesso dalle correnti che lo generano. In generale, questo campo può essere suddiviso in campo di induzione e campo di radiazione: il primo è quello che si registra nella zona più prossima all'antenna, che fa da interfaccia con il circuito elettrico di alimentazione ed è caratterizzato da assenza di propagazione di potenza reale, ma solo immagazzinamento di potenza reattiva e presenza di onde evanescenti che si attenuano rapidamente nello spazio; nel secondo, si ha effettivo trasporto di potenza reale cioè il campo si propaga all'infinito sotto forma di onde sferiche che si attenuano come 1/r secondo la condizione di radiazione all'infinito e caratterizzano l'interfaccia con l'antenna ricevente.
Per antenne con sorgenti elettriche distribuite su superfici estese, il campo di radiazione può essere a sua volta suddiviso in campo vicino (near field) e campo lontano (far field). A partire dall'espressione del campo irradiato a grande distanza è possibile ricavare il diagramma di radiazione dell'antenna che si può, in linea di massima, suddividere in lobo principale e lobi secondari su tagli orizzontali e verticali del solido di radiazione che rappresenta dunque la distribuzione spaziale del campo irradiato dall'antenna su tali piani. Tipicamente in tale contesto si utilizzano rappresentazioni matematiche e grafiche che fanno uso delle coordinate polari sferiche.

### Parametri di campo lontano

#### Potenza irradiata
Di una qualsiasi antenna, è possibile calcolare la potenza irradiata integrando il vettore di Poynting (densità di potenza elettrica) {\displaystyle \,S=E\times H^{*}} su una superficie chiusa che contiene l'antenna.

#### Guadagno e direttività

Diagramma animato d'antenna a dipolo che irradia le onde radio

Il guadagno è una funzione della frequenza di lavoro e della geometria dell'antenna.
Il guadagno di una antenna è misurato per confronto tra l'antenna considerata (idealmente) e un'antenna isotropa (cioè perfettamente omnidirezionale).
Nella pratica come antenna di riferimento si usa spesso il dipolo, perché una antenna realmente isotropa è un'idealizzazione fisicamente impossibile, mentre si dimostra che il dipolo ha un guadagno di 2,15 dB rispetto ad una sorgente isotropa ideale.
La maggior parte delle antenne reali irradiano più di un'antenna isotropa in alcune direzioni e meno in altre, permettendo quindi una maggiore intensità di irradiazione (o un segnale captato più intenso) in certe particolari direzioni sfruttabile in applicazioni di ponti radio direzionali, applicazioni radar o nella ricezione da un'antenna omnidirezionale trasmittente servente.
Il guadagno è quindi dato dalla capacità dell'antenna di concentrare il campo elettromagnetico in una certa direzione, ed è solitamente misurato nella direzione in cui l'antenna ha la massima emissione o ricezione, come un numero adimensionale (guadagno massimo), altrimenti esso è una funzione delle coordinate polari sferiche. Più in particolare il guadagno è definito come una funzione della direzione di osservazione, mentre con il solo termine guadagno si intende comunemente il guadagno massimo ovvero il massimo di tale funzione nella direzione di massimo. Il prodotto del guadagno per la potenza trasmessa è un parametro noto come EIRP.
La direttività di un'antenna in una certa direzione è definita invece come il rapporto tra l'intensità di radiazione irradiata in tale direzione e la potenza totale irradiata su tutte le direzioni. La differenza con il guadagno è che quest'ultimo al denominatore presenta la potenza totale in ingresso all'antenna che è solo in parte irradiata e in parte dissipata dal conduttore dell'antenna stessa. Come per il guadagno anche la direttività è definita come una funzione della direzione di osservazione e con il solo termine direttività si intende comunemente il valore massimo di tale funzione in corrispondenza della direzione di massimo.

Esempio di diagramma polare di radiazione di un'antenna

In particolare il diagramma di radiazione è la rappresentazione tridimensionale del guadagno, ma solitamente si preferisce più comodamente considerare i diagrammi di sezioni o tagli (cut) orizzontali e verticali. Antenne ad alto guadagno solitamente presentano anche dei lobi laterali: essi rappresentano dei picchi minori del guadagno rispetto al guadagno del lobo o "fascio" principale. Questi lobi laterali limitano la qualità dell'antenna generando eventuale interferenza su altri sistemi di radiocomunicazione o perdita di direttività in sistemi in cui si deve massimizzare la potenza del segnale utile trasmesso o ricevuto in una certa direzione, come ad esempio nei sistemi radar e nei radiocollegamenti dei ponti radio. Nella figura è rappresentato un diagramma di radiazione a due dimensioni (che potrebbe rappresentare una sezione verticale o una sezione orizzontale dello spettro di emissione). In rosso è rappresentato il lobo principale (main lobe), in blu l'opposto (opposite side lobe) mentre in grigio i lobi laterali (side lobe).
L'apertura del fascio d'antenna (beamwidth) è definita invece come l'angolo sotteso alla direzione del massimo guadagno a -3dB, cioè l'angolo entro cui il guadagno si mantiene entro 3 dB dal valore massimo cioè a metà della potenza massima. Il guadagno (amplificazione), l'apertura e il diagramma di radiazione di una antenna sono strettamente connessi.
Quando un'antenna presenta una direttività/guadagno costante in ogni direzione dello spazio, si dice che essa è un'antenna omnidirezionale, rappresentando di fatto nella realtà un caso puramente ideale.
Per quanto detto precedentemente, se due antenne irradiano/comunicano tra loro, vale la regola dell'intersezione dei fasci d'antenna: in ricezione, l'antenna ricevente potrà captare la potenza elettromagnetica che deriva dall'intersezione del lobo principale del fascio dell'antenna trasmittente e quello del fascio dell'antenna ricevente.

#### Area ed altezza efficace per antenne in ricezione
In maniera del tutto analoga a quanto avviene per antenne in trasmissione, anche le antenne in ricezione godono di una qualche analogia col concetto di direttività. Sono cioè sensibili in maniera differente a segnali provenienti da diverse direzioni.
Analogamente a quanto avviene quindi, per antenne in trasmissione è interessante definire due parametri caratterizzanti le antenne in ricezione: l'area e l'altezza efficace.
Se consideriamo {\displaystyle p} come la densità di potenza incidente sull'antenna, proveniente da una certa direzione, in coordinate polari {\displaystyle (\theta ,\phi )}, l'area efficace risulterà legata a tale parametro, nella relazione di caratterizzazione della potenza disponibile al ricevitore (lato utilizzatore) in condizioni di adattamento di impedenza, tra l'impedenza dell'antenna {\displaystyle Z_{ANT}}e {\displaystyle Z_{U}}dell'utilizzatore ({\displaystyle Z_{U}=Z_{ANT}^{*}}):
{\displaystyle P_{U}=A_{EFF}(\theta ,\phi )\times p}
Detto {\displaystyle p}in ipotesi di incidenza con sorgente in campo lontano risulterà pari a {\displaystyle p={\frac {1}{2\eta 0}}|{\vec {E}}_{inc}|^{2}}.
Un altro parametro caratterizzante le antenne in RX è l'altezza efficace, la quale riveste un ruolo essenziale, determinando la relazione di co-polarizzazione dell'antenna col campo elettrico incidente,  nel calcolo della tensione a vuoto sui morsetti dell'antenna:
{\displaystyle Vo={\vec {h}}_{eff}(\theta ,\phi )\bullet {\vec {E}}_{inc}}
Dalla formula, risulta che a parità di direzione di incidenza e di intensità di campo, la tensione ai morsetti dell'antenna RX spazia tra 0 e un massimo a seconda di come l'antenna risulta disposta verso il campo elettrico.
{\displaystyle Vo=|h_{eff}(\theta ,\phi )||E_{inc}|cos(\alpha p)=|h_{eff}(\theta ,\phi )||E_{inc}|\chi _{0}}
con {\displaystyle \chi _{0}^{2}} detto fattore di polarizzazione. Se {\displaystyle \chi _{0}^{2}=1}, ovvero se l'altezza efficace e il campo incidente sono paralleli, il campo è co-polarizzato rispetto all'antenna, altrimenti se  {\displaystyle \chi _{0}^{2}=0}, ovvero se l'altezza efficace e il campo incidente sono perpendicolari, il campo è cross-polarizzato rispetto all'antenna.

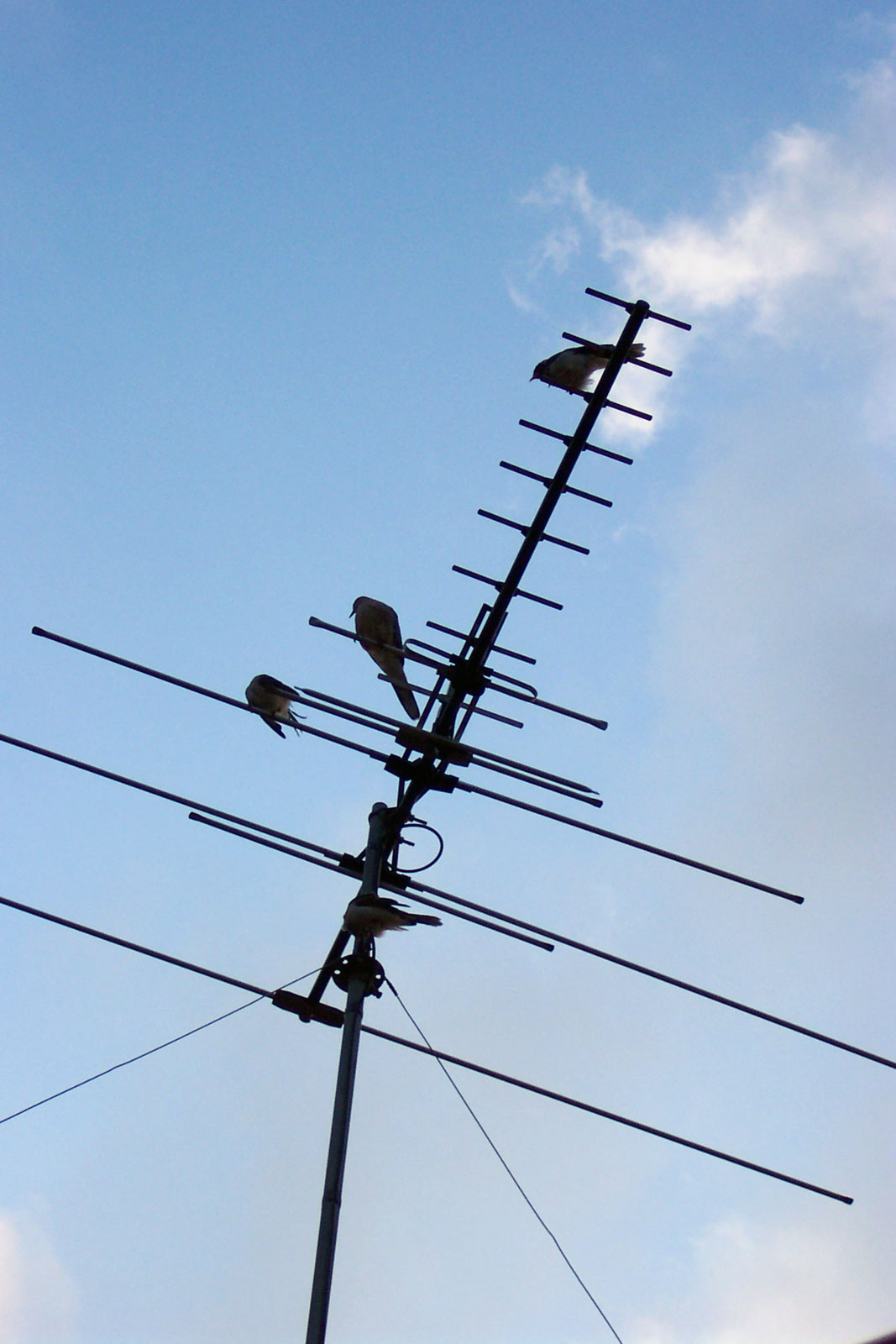
Esempio di antenna televisiva

### Circuito equivalente

#### Resistenza di radiazione
L'antenna può essere vista e analizzata come un circuito elettrico equivalente con i parametri che lo caratterizzano quali un generatore elettrico come sorgente di energia per l'irradiazione elettromagnetica ed altri componenti elettrici circuitali. La resistenza di radiazione, {\displaystyle \,R_{rad}}, è un parametro equivalente tale che, applicando ai morsetti dell'antenna una tensione sinusoidale di valore efficace {\displaystyle \,V} (che per una tensione sinusoidale vale  {\displaystyle {\frac {Vmax}{\sqrt {2}}}}), la potenza irradiata risulta:

{\displaystyle P_{rad}={\frac {V^{2}}{R_{rad}}}}.

#### Resistenza di perdita
Esattamente come è stato fatto precedentemente, è possibile definire una resistenza di perdita tale che:

{\displaystyle P_{diss}={\frac {V^{2}}{R_{diss}}}}.

È possibile equivalentemente calcolare la potenza dissipata dall'antenna, {\displaystyle \,P_{diss}}, come la differenza tra la potenza effettivamente assorbita ai morsetti e la potenza irradiata {\displaystyle \,P_{rad}}. Abbiamo ottenuto in questo modo un equivalente circuitale dell'antenna costituito dalla serie di due resistenze; la potenza dissipata su queste resistenze rappresenta quella trasformata nei fenomeni di irraggiamento e dissipazione. Nel caso in cui l'antenna non sia risonante nel circuito equivalente andrà aggiunta una reattanza di valore appropriato.

#### Impedenza caratteristica

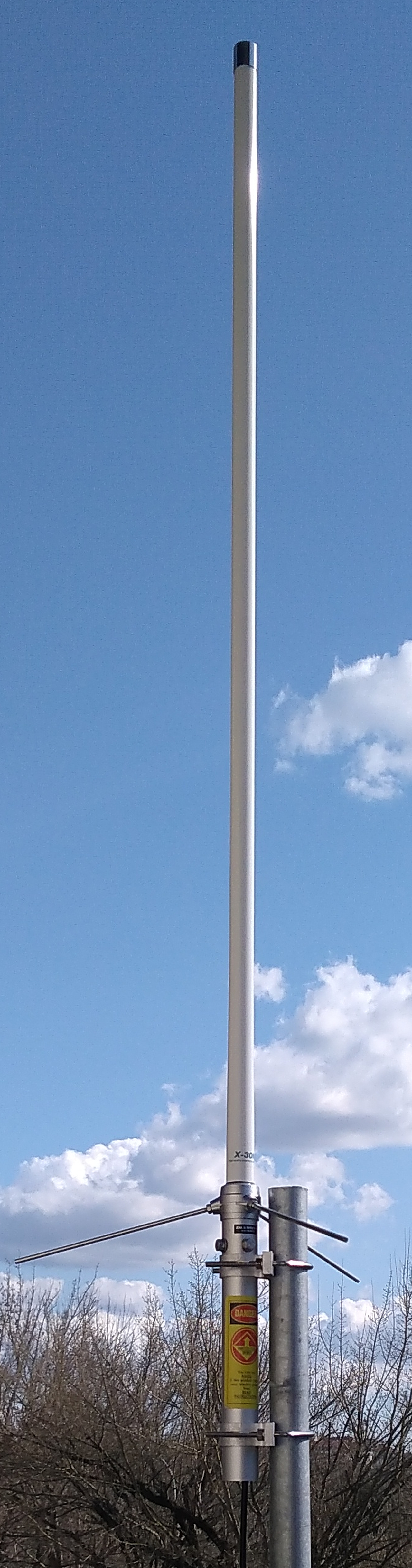
Esempio di un'antenna radioamatoriale a monopolo

L'impedenza caratteristica di un'antenna (o impedenza in ingresso all'antenna) è l'impedenza che un'antenna presenta ai suoi terminali vista come circuito elettrico equivalente. La parte reale di tale impedenza cioè la parte reale resistiva è pari alla somma della resistenza di radiazione e della resistenza di dissipazione, mentre la parte reattiva è pari alla reattanza dell'antenna stessa. Ogni tipo di antenna ha la sua impedenza caratteristica che è necessario conoscere per poterla adattare alla linea di trasmissione o guida d'onda metallica, cioè fare in modo che l'onda che si propaga in avanti venga completamente trasmessa e non riflessa all'indietro verso il trasmettitore con perdita di efficienza e possibili danni alla componentistica elettronica di ricetrasmissione. Il coefficiente di riflessione {\displaystyle \Gamma } ci dà una misura della quantità di onda che torna verso il generatore. Per linee di trasmissione in generale questa quantità è definita nel seguente modo (assunto che il verso di propagazione dell'onda sia lungo la coordinata {\displaystyle z}):
{\displaystyle \Gamma (z)={\frac {V^{-}(z)}{V^{+}(z)}}}
dove {\displaystyle V^{+}(z)} e {\displaystyle V^{-}(z)} rappresentano rispettivamente l'onda di tensione progressiva e regressiva. Se indichiamo con {\displaystyle Z_{A}} l'impedenza in ingresso all'antenna e con {\displaystyle Z_{C}} l'impedenza caratteristica della linea possiamo definire il coefficiente di riflessione come
{\displaystyle \Gamma ={\frac {Z_{A}-Z_{C}}{Z_{A}+Z_{C}}}}
Nel caso in cui l'antenna sia adattata alla linea, {\displaystyle \Gamma } assume valore nullo (caso teorico).
In tutti gli altri casi si dice che l'antenna è disadattata. In particolare sono importanti i due valori limite del coefficiente di riflessione:
- {\displaystyle \Gamma =1} indica un circuito aperto ({\displaystyle Z_{A}} tendente all'infinito)
- {\displaystyle \Gamma =-1} indica un corto circuito ({\displaystyle Z_{A}=0})

In maniera del tutto analoga è possibile definire invece il cosiddetto Rapporto d'Onda Stazionaria (ROS) o, in inglese, Voltage Standing Wave Ratio (VSWR) che è un numero adimensionale, più direttamente misurabile rispetto al coefficiente di riflessione e ad esso collegato dalla formula:
{\displaystyle \Gamma (z)={\frac {ROS-1}{ROS+1}}}
Se assumiamo {\displaystyle z} come verso di propagazione dell'onda in linea e indichiamo con {\displaystyle V(z)\in \mathbb {C} } la tensione dell'onda al variare della coordinata spaziale, possiamo definire il ROS come
{\displaystyle ROS={\frac {{\begin{smallmatrix}\operatorname {max} \\z\end{smallmatrix}}\left|V(z)\right|}{{\begin{smallmatrix}\operatorname {min} \\z\end{smallmatrix}}\left|V(z)\right|}}}
Esplicitando {\displaystyle V(z)} come somma dei fenomeni propagativi progressivo e regressivo, cioè {\displaystyle V(z)=V^{+}(z)+V^{-}(z)} possiamo riscrivere il rapporto di cui sopra nel seguente modo:
{\displaystyle ROS={\frac {|V^{+}(z)|+|V^{-}(z)|}{|V^{+}(z)|-|V^{-}(z)|}}={\frac {1+|\Gamma (z)|}{1-|\Gamma (z)|}}}
Per come è definito questo parametro si può concludere che:
- {\displaystyle ROS\in \mathbb {R} }
- {\displaystyle ROS\geq 1}

Tale rapporto non è altro che il rapporto tra l'impedenza dell'antenna e quella del cavo, mettendo sempre al numeratore l'impedenza maggiore. In pratica:
{\displaystyle ROS={\begin{cases}{\frac {Z_{A}}{Z_{C}}}&{\mbox{se }}Z_{A}>Z_{C}\\{\frac {Z_{C}}{Z_{A}}}&{\mbox{se }}Z_{A}<Z_{C}\\\end{cases}}}
Per esempio, un dipolo aperto con impedenza pari a 72 ohm su un cavo da 50 ohm presenta un ROS di 72/50 = 1,44. Lo stesso ROS si ottiene collegando allo stesso cavo un'antenna che abbia un'impedenza caratteristica di 34,7 ohm. Il ROS si misura col Rosmetro e non dovrebbe mai superare il valore di 3 per non generare sul trasmettitore tensioni dannose per la componentistica. Alcune impedenze caratteristiche:
- dipolo aperto: 72 ohm;
- dipolo chiuso: 300 ohm;
- ground plane (120°): 50 ohm;
- inverted V (60°): 50 ohm;
- marconiana 1/2 onda (presa calcolata) con discesa a 1/7 dal centro: 600 ohm.

L'impedenza caratteristica di un'antenna si può agevolmente adattare al cavo mediante l'uso di appositi trasformatori di impedenza (vedi anche balun e accordatori) che possono essere costituiti da tratti di linea risonanti con la frequenza caratteristica dell'antenna o spostando l'attacco della linea di discesa dal centro dell'antenna stessa. In fondo, anche un'antenna risonante non è altro che un trasformatore d'impedenza che adatta l'impedenza di uscita di un trasmettitore o di un ricevitore (molto spesso 50 ohm) con quella dello spazio (tipica 377 ohm).

### Risposta in frequenza
L'antenna vista come sistema fisico possiede anche una sua risposta in frequenza {\displaystyle F(j\omega )} dalla quale è desumibile la larghezza di banda in cui essa opera nonché la distribuzione in frequenza del guadagno. Le frequenze dove vi è il picco di risposta rappresentano le frequenze ottimali di irradiazione/ricezione alle quali l'antenna lavora in maniera più efficace.

### Polarizzazione
Il campo emesso da ciascuna antenna trasmittente è tipicamente polarizzato in un certo modo e la potenza ricevuta dall'antenna posta in ricezione è tanto maggiore quanto più la polarizzazione di quest'ultima è adattata a quella dell'antenna trasmittente (adattamento di polarizzazione).

### Efficienza
Per quanto detto precedentemente si può definire l'efficienza d'antenna come il rapporto adimensionale tra la potenza irradiata e potenza accettata in ingresso dal cavo d'alimentazione dall'antenna stessa. Poiché la potenza accettata dall'antenna dall'alimentazione è, in condizioni di adattamento d'impedenza tra antenna e cavo di alimentazione, la somma della potenza effettivamente irradiata nello spazio libero, della potenza dissipata in calore dal materiale conduttore dell'antenna e della potenza reattiva immagazzinata sul materiale stesso dell'antenna, tale rapporto è per definizione sempre minore o uguale ad uno (caso ideale). A questa si aggiunge anche l'efficienza di adattamento di polarizzazione tra antenna trasmittente e antenna ricevente.

### Puntamento
Tutte le antenne non omnidirezionali ovvero con una certa direttività o guadagno del diagramma di radiazione in una certa direzione necessitano di essere accuratamente "puntate" nella direzione desiderata di trasmissione/ricezione attraverso opportune procedure di puntamento; tanto più è efficiente il puntamento tanto maggiori sono le prestazioni del sistema di radiocomunicazione in termini di potenza elettromagnetica trasmessa/ricevuta e quindi anche sulla qualità del segnale in termini di rapporto segnale/rumore; tipicamente il puntamento è tanto più critico e sensibile ad errori di disallineamento tanto più il sistema di radiocomunicazione in questione è direttivo e viceversa. In virtù di ciò si può definire anche un parametro di efficienza di puntamento dell'antenna trasmittente/ricevente. Il puntamento è necessario ad esempio nei ponti radio tra punti fissi, da parte di antenne riceventi quale quelle televisive rispetto all'antenna omnidirezionale di telediffusione e nelle antenne per telecomunicazioni satellitari in puntamento verso il satellite trasmittente/ricevente. I sistemi adottati per il puntamento possono essere manuali tramite l'appoggio a personale qualificato oppure automatizzati nel caso delle telecomunicazioni satellitari.

## Tipologie d'antenna

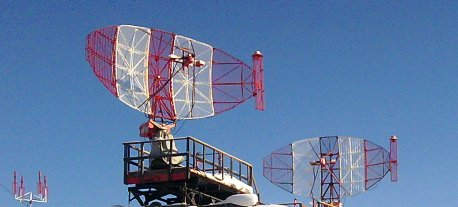
Antenna equipaggiata con riflettore parabolico ed impiegata in campo radar.

Esiste una vastissima tipologia di antenne ciascuna opportunamente progettata e realizzata a partire dalla rispettiva destinazione d'uso. Dal punto di vista applicativo si possono distinguere antenne per la ricezione televisiva, antenne per la ricetrasmissione satellitare e in generale le telecomunicazioni satellitari, antenne per ponti radio, antenne per stazioni radio base in reti cellulari, antenne per applicazioni spaziali, antenne per applicazioni comuni (telefoni cellulari, cordless, modem/access point Wi-Fi, apparecchi radio ecc), antenne radar.
A causa della bassa potenza in ricezione per via dell'attenuazione del mezzo radio tutte le antenne riceventi possiedono un amplificatore (alimentato) nella catena ricevente in grado di amplificare opportunamente il segnale ricevuto. A seguito la suddivisione in base alle caratteristiche tecniche.

### Antenne lineari

#### Antenna Marconi (Antenna a monopolo)
L'antenna verticale è composta da un solo elemento, verticale, la cui lunghezza è pari a ¼ della lunghezza d'onda del segnale da trasmettere. L'antenna verticale, a differenza del dipolo, ha bisogno di un piano di terra, cioè di un "piano" riflettente, in modo da risultare per il trasmettitore o per il ricevitore come un elemento doppio. Nelle antenne per installazioni fisse, solitamente realizzate in vetroresina, il piano di terra è simulato collocando alla loro base una serie di conduttori radialmente rispetto all'asse dell'antenna. L'impedenza caratteristica di questa antenna varia da 37 ohm per i piani di terra a 90 gradi rispetto all'elemento radiante a 72 ohm se l'angolo fosse 180 gradi e ha un guadagno fisso di 3.3 (5.19 db). Normalmente si inclinano i piani di terra di circa 120 gradi rispetto all'elemento radiante per avere un'impedenza caratteristica di 50 ohm, adatta per connettere l'antenna ai cavi coassiali normalmente in uso e scongiurare possibili disadattamenti rispetto all'impedenza tipica dei trasmettitori. Un tipico esempio sono le antenne per ricetrasmittenti montate sulle automobili, caso in cui, peraltro, l'antenna non necessita di alcun conduttore radiale alla base del suo elemento radiante, in quanto è la carrozzeria metallica a fare da piano di terra.

#### Dipolo elettrico

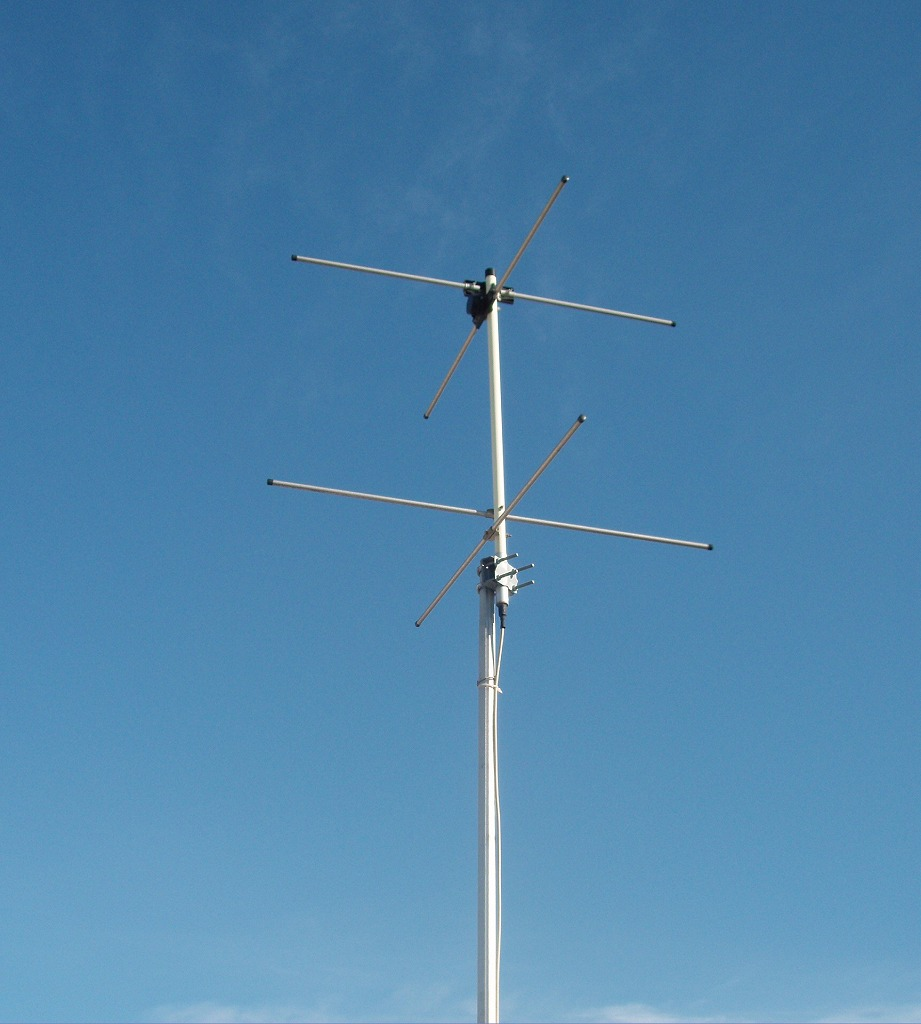
Particolare tipo di antenna ("turnstile") basato sull'uso di due dipoli incrociati (in alto) e due elementi riflettori (passivi) in basso. Studiata per comunicazioni via satellite, di norma i due dipoli vengono alimentati con opportuno sfasamento al fine di trasmettere o ricevere con polarizzazione circolare essendo aleatoria la polarizzazione, se lineare, dei satelliti non geosincroni a causa del loro movimento rispetto alla Terra.

Il tipo più semplice di antenna è detto dipolo: è una coppia di fili rettilinei, e la sua forma semplice rende semplice anche la relativa trattazione matematica. Inoltre, proprio perché semplice da studiare e facile da costruire viene usato spesso come termine di paragone per tutti gli altri tipi di antenne. Esso appartiene alla categoria di antenne filari. In particolare esso è costituito da due spezzoni di cavo elettrico, la cui lunghezza è ¼ d'onda ciascuna. La lunghezza totale del dipolo è quindi di ½ onda. Nel caso dei 10 m la lunghezza teorica del dipolo è di 5 m. Date le lunghezze di questi tipi di antenna, i dipoli sono normalmente disposti orizzontalmente al terreno o a formare una V invertita con un angolo di circa 60º, in quest'ultimo caso il dipolo presenta un'impedenza di circa 50 ohm (adatta ad un tipico cavo coassiale) e una maggiore omnidirezionalità rispetto al dipolo steso in orizzontale che irradia principalmente in sole due direzioni.
Antenne a dipolo hanno un diagramma di radiazione quasi perfettamente a forma di una "8" nel senso che irradiano principalmente verso la perpendicolare del filo sia in avanti che indietro e sono utilizzate in trasmissione nelle radiodiffusioni (broadcasting) (es. radio e TV). Esse sono posizionate preferenzialmente su alti tralicci o in cima a colli o montagne per ottenere una maggiore copertura spaziale senza interferenze dovute alla presenza di ostacoli fisici. Quando invece il dipolo montato a configurazione a V invertita, come detto sopra, il diagramma di irradiazione si modifica per il fatto che i due bracci non più orizzontali, trasmettono in parte anche nella direzione del filo e quindi, sempre mantenendo la maggiore emissione verso davanti e dietro, una certa irradiazione la si ha anche verso gli altri punti. Pertanto raggiungono una discreta omnidirezionalità, pur non arrivando mai ad eguagliare in tal senso le antenne verticali che irradiano in modo uniforme a 360 gradi.

#### Spira elettrica (dipolo magnetico)

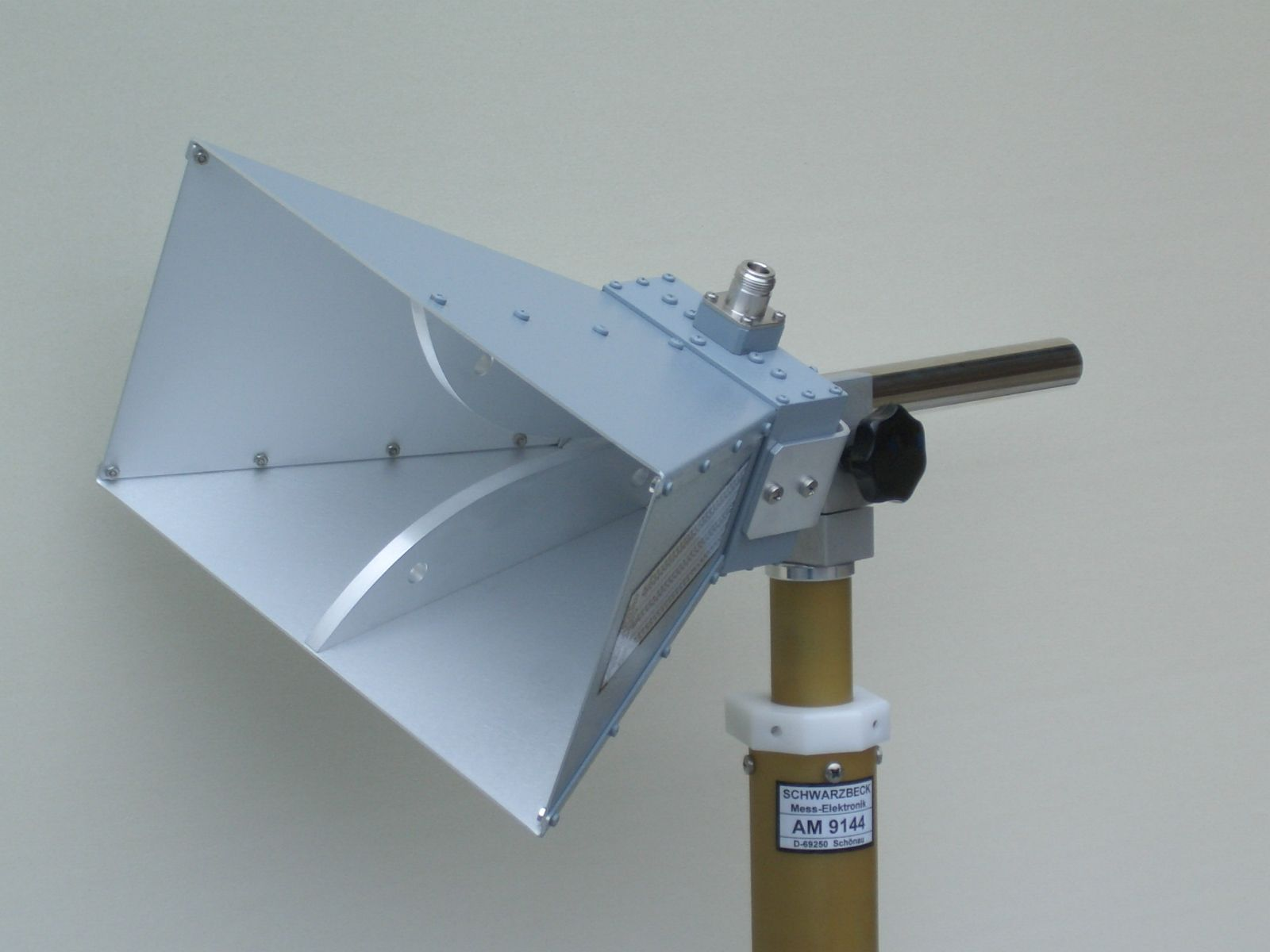
Un esempio di antenna a tromba.

Le antenne cosiddette "loop magnetico" sono costituite da un cerchio con una apertura (in genere nella parte alta) nella quale è inserito un condensatore variabile il quale provvede a sintonizzare l'antenna alla frequenza di utilizzo. Per comodità di comprensione potremmo paragonare la loop magnetica ad un dipolo ripiegato in cerchio ove le due estremità anziché finire libere in aria finiscono ai capi del condensatore variabile. Queste antenne sono caratterizzate da un basso rumore e da una marcata direttività che si esprime nella direzione del cerchio e non perpendicolare ad esso, come invece avviene nel dipolo.
In pratica si tratta di un circuito risonante a induttanza (il cerchio) e capacità (il condensatore) particolarmente curato per presentare il più elevato fattore di merito possibile. Questo fa sì che il rendimento di tale antenna sia prossimo a quello del dipolo ma mantenendo dimensioni oltremodo ridotte. Si pensi ad un dipolo che risuoni sugli 80 metri di lunghezza d'onda il quale è lungo circa 40 metri (metà onda) ebbene ha circa lo stesso guadagno di una loop magnetica di soli 3 o 4 metri di diametro.
Particolare da rilevare è che ai capi del condensatore variabile, a causa dell'elevato fattore di merito, si generano tensioni elevatissime sull'ordine di migliaia di volt. Per tale motivo in genere vengono usati condensatori sotto vuoto i quali meglio sopportano elevate tensioni senza generare scariche elettriche tra le lamine dovute appunto alla ionizzazione dell'aria interposta tra le stesse. Essendo sotto vuoto non avvengono quelle dannose scintille tra le lamine del condensatore. Ovviamente tale condensatore deve essere motorizzato con meccanismi a moto ridotto e comandabili a distanza per poter di volta in volta far risuonare l'antenna alla frequenza di utilizzo.

### Antenne ad apertura

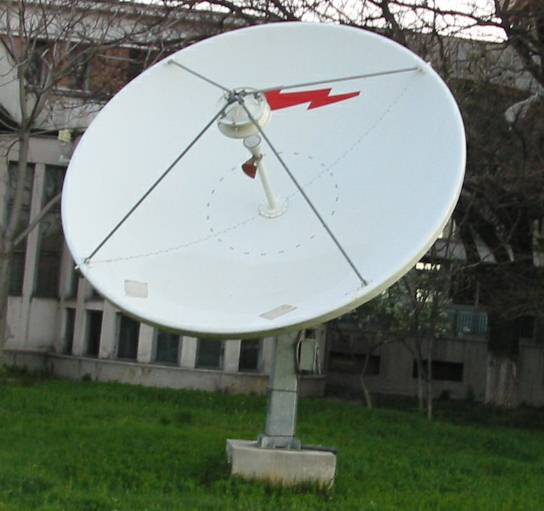
Riflettore parabolico: l'antenna vera e propria (illuminatore) è presente all'interno del dispositivo posto nel fuoco.

Si tratta di antenne nelle quali l'irradiazione del campo elettromagnetico è realizzata mediante una apertura praticata in una struttura chiusa. Sono antenne ad apertura le antenne a tromba, ma anche una semplice guida d'onda metallica troncata può essere considerata tale (Cantenna), e le antenne a fessure (slot). Osservando l'andamento dell'area efficace di un'antenna ad apertura, si nota come essa sia strettamente legata alla sua area geometrica, mentre il guadagno di queste antenne cresce con il quadrato della frequenza, a differenza di quanto accade per le antenne filiformi, rendendo questo tipo di antenne adatte per ottenere elevate direttività. Sono antenne ad apertura anche le antenne paraboliche dove l'illuminatore è spesso un'antenna a tromba e lo stesso riflettore della parabola può essere visto, secondo il principio di equivalenza, come un'apertura su cui scorrono le correnti (elettriche e magnetiche) irradianti il campo elettromagnetico.

### Antenne ad elica

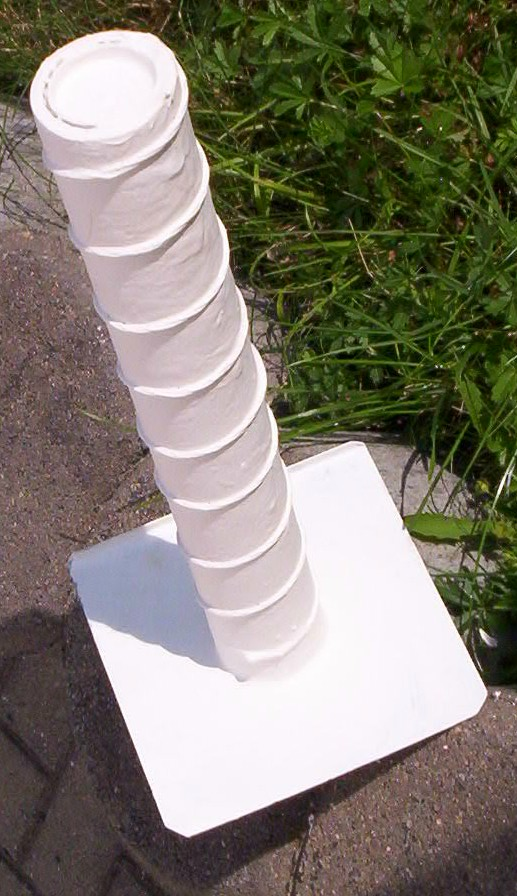
Antenna ad elica per comunicazioni WLAN a 2.4 GHz

L'antenna ad elica, realizzata per la prima volta dal fisico statunitense John D. Kraus nel 1946,
presenta una struttura geometrica realizzata da un filo conduttore avvolto su una superficie cilindrica di materiale isolante o semplicemente avvolta in aria. L'antenna a elica monofilare viene caratterizzata a seconda dei suoi parametri geometrici che ne determinano anche il suo funzionamento. La conoscenza dei parametri geometrici risulta quindi fondamentale per il progetto e la realizzazione dell'antenna desiderata.
In sostanza le eliche monofilari si differenziano per il modo di radiazione, dove per modo di radiazione si intende la forma del pattern relativo al campo lontano irradiato. I principali modi di funzionamento sono quello normale e quello assiale.
Il modo normale è caratterizzato dall'avere il massimo di radiazione in direzione normale all'asse dell'elica, mentre quello assiale lungo l'asse. I funzionamenti NMHA (normal mode helix antenna) e AMHA (axial mode helix antenna) sono strettamente legati alla struttura geometrica dell'elica e alla lunghezza complessiva del conduttore avvolto. L'elica è infatti in grado di irradiare in modo normale quando risulta rispettata la condizione D<<λ, che di solito implica anche L<<λ, ovvero quando la lunghezza di una spira è corta rispetto alla lunghezza d'onda.
Il funzionamento in modo normale permette un pattern di radiazione sostanzialmente isotropico, in quello assiale invece si ha un'alta direttività in direzione assiale dell'antenna con alti valori di guadagno. Un importante vantaggio delle antenne ad elica è dovuto al fatto che è possibile con essa raggiungere condizioni di risonanza, utili per un buon adattamento, con dimensioni d'antenna assai ridotte di λ/2, che costituisce la minima dimensione per un'antenna filiforme di tipo risonante. Infatti l'energia di tipo capacitivo che caratterizza le antenne filiformi corte può venire compensata dall'energia di tipo induttivo legata alla presenza delle spire. Questo vantaggio è mitigato dalla limitata larghezza di banda di frequenze a cui la risonanza si verifica.

### Antenne a schiera
Una schiera di antenne (anche chiamate antenna array) è, per definizione, un insieme o allineamento di antenne non necessariamente tutte identiche, disposte linearmente (su una linea) o planarmente (su un piano), equi-orientate, alimentate in generale con ampiezza e fase distinte per ogni elemento della schiera. Una schiera può essere di tipo "passivo" ovvero con un solo radiatore e gli altri elementi passivi che svolgono funzioni di direttori e/o riflettori oppure di tipo "attivi" dove ciascun elemento è radiante. Il vantaggio di usare una configurazione a schiera sta nella possibilità di ottenere un diagramma di radiazione configurabile quasi a piacere, variando le ampiezze e le fasi delle singole antenne componenti.

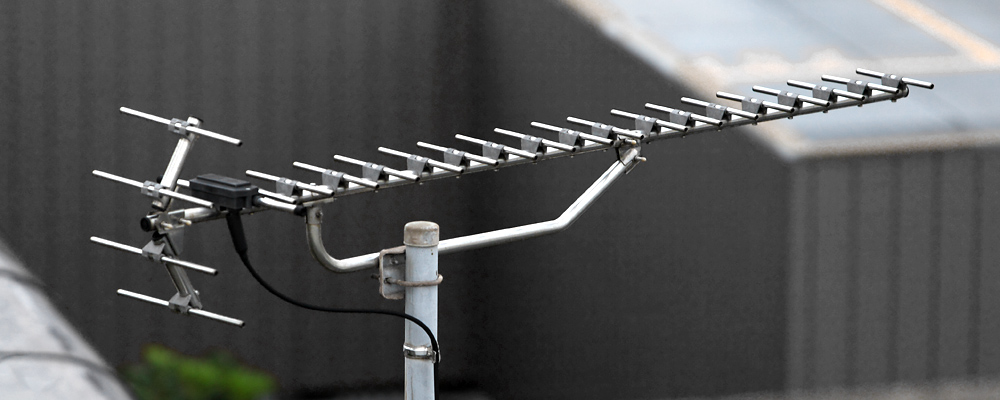
Esempio di antenna direttiva Yagi-Uda

Antenne di questo tipo sono utilizzate ad esempio per la ricezione TV da casa (antenna Yagi) proprio perché è possibile ottenere elevate direttività e orientarle così nella direzione ottimale desiderata cioè quella dell'antenna a dipolo trasmittente a radiodiffusione. Inoltre è possibile progettare array per ottenere lobi principali e lobi nulli in posizioni desiderate. Esistono anche array programmabili, in grado cioè di modificare il loro diagramma di radiazione (in particolare il puntamento del fascio principale) modificando l'alimentazione degli elementi che lo compongono, in particolare la fase (phased array) e utilizzate ad esempio nei "radar da inseguimento" operando una scansione elettronica dello spazio circostante o anche in talune applicazioni spaziali dove spostare fisicamente un'antenna o un array di antenne è un'azione spesso difficilmente praticabile anche se meccanicamente automatizzata.

### Antenne a larga banda

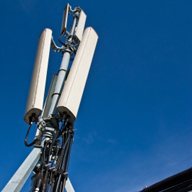
Antenne di stazioni radio base per telefonia cellulare

Sono antenne a "larga banda" le antenne che possono irradiare e ricevere su una banda di frequenza maggiore rispetto alle antenne cosiddette "canalizzate". Sebbene un'antenna possa ricevere ed emettere sull'intero spettro elettromagnetico essa lo fa più efficacemente in corrispondenza dell'adattamento di impedenza tra guida d'onda metallica di alimentazione ed antenna stessa in modo da annullarne tutte le possibili riflessioni, effetto che via via diminuisce allontanandoci dalla condizione o frequenza di risonanza: per una determinata frequenza di emissione in ricezione il radiatore elementare adattato alla guida d'onda d'alimentazione è un dipolo a lambda/2.
La risposta in frequenza del singolo radiatore adattato ha un massimo in corrispondenza della frequenza centrale di risonanza e diminuisce più o meno rapidamente procedendo verso i bordi; componendo l'antenna con N elementi di diversa lunghezza si ottiene allora un'antenna ad array logperiodica; se in essa si sommano le singole risposte in frequenza dei vari radiatori elementari, ciascuna centrata ad una determinata frequenza ma parzialmente sovrapposte tra loro nelle code, si ottiene una risposta in frequenza complessiva dell'antenna sufficientemente piatta ovvero uniforme su tutto l'ampio spettro di frequenze desiderato, che è una condizione altamente desiderabile per evitare/limitare anche la distorsione del segnale a banda larga, altrimenti elevata con l'utilizzo di un singolo radiatore. Altro tipo di antenna a larga banda è l'antenna biconica. Il loro uso è diffuso come antenne di ricezione nelle telediffusioni essendo i rispettivi segnali a larga banda in quanto espressione di sorgenti informative di tipo VBR.

### Antenne integrate

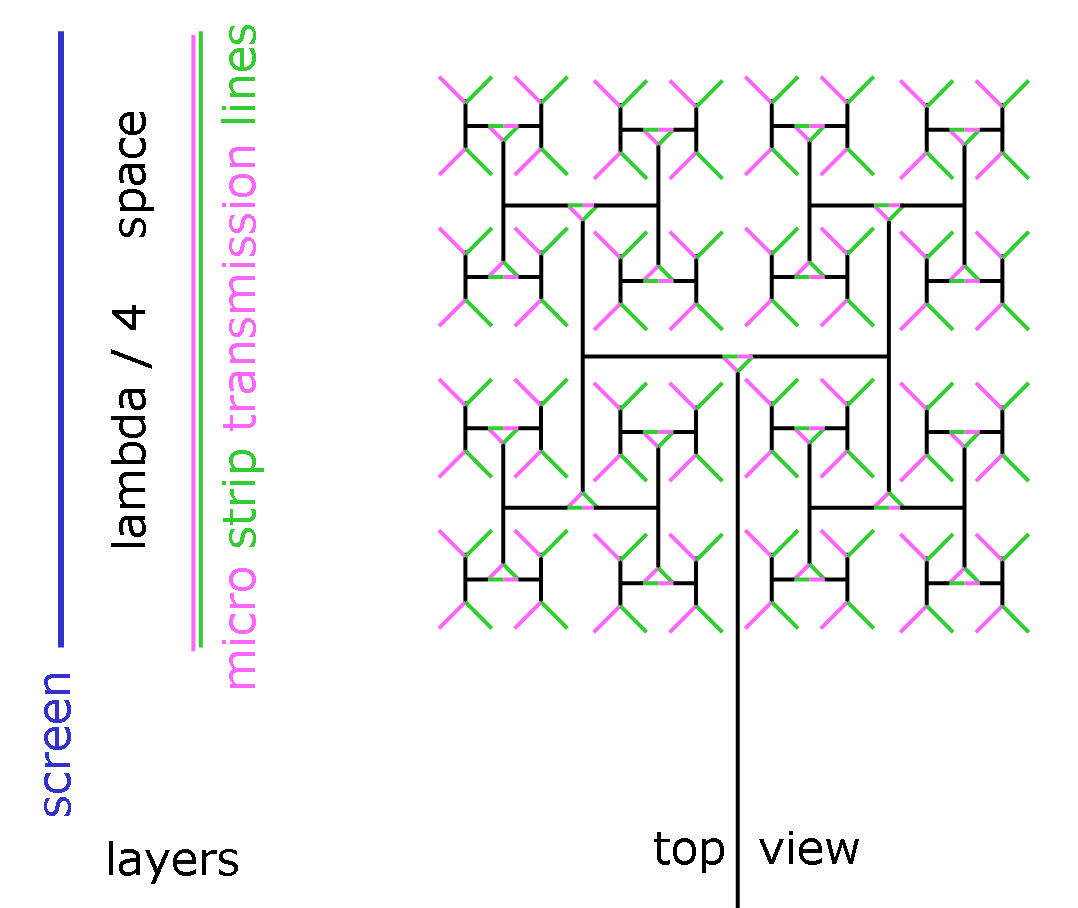
Antenna a microstriscia

Le antenne integrate a microstriscia hanno un elemento radiante detto patch montato su un substrato dielettrico delimitato inferiormente da un piano metallico detto ground. Tali antenne, dette antenne a patch, irradiano per effetto dei bordi del patch che nella sua struttura completa di substrato e ground può essere visto come un condensatore piano che irradia energia elettromagnetica per effetto dei bordi se opportunamente alimentato da una guida d'onda o una microstriscia. Tali antenne hanno l'indubbio vantaggio di essere antenne di dimensioni molto piccole, quindi non ingombranti e dal peso e costo minimo, utili quindi per tutta una serie di applicazioni: dalla telefonia cellulare (sia per stazioni radiobase che terminali mobili) alle applicazioni spaziali. Per ovvi motivi la ricerca verso la miniaturizzazione, la multifunzionalità nonché l'abbattimento dei costi delle antenne è uno dei campi più attivi nella ricerca sulle antenne.

## Progettazione di antenne
Le antenne si progettano specificando il tipo di diagramma di radiazione desiderato ovvero la distribuzione nello spazio del campo elettrico e magnetico irradiato o captato, invertendo poi le relazioni base dell'irradiazione e risalendo così alla distribuzione delle correnti elettriche e magnetiche necessarie alla sua generazione.